# Sant Esteve de Vilert
Sant Esteve de Vilert és una capella d'Esponellà (Pla de l'Estany) protegida com a Bé Cultural d'Interès Local.

## Descripció
Petita capella adossada al recinte del cementiri de Vilert per la seva banda oest. És de planta rectangular amb parets portants de maçoneria i coberta de teula àrab a dues vessants amb un senzill campanar d'espadanya sobre el carener. Interiorment es desenvolupa en una sola nau. La porta d'accés situada a la façana nord és emmarcada amb carreus.

## Història
Va ser construïda l'any 1365 i restaurada durant el segle xix.
A l'interior hi ha un retaule del 1560, dividit en tres cossos, restaurat l'any 1860.
Va estar molts anys abandonada i darrerament ha estat cedida al municipi pel seu antic propietari.